# Джоко Сантосо
Джоко Сантосо (индон. Djoko Santoso, ˈdʒoko sanˈtoso; 8 сентября 1952, Суракарта, Центральная Ява — 10 мая 2020, Джакарта) — индонезийский военный и политический деятель, генерал. Главнокомандующий Национальной армией Индонезии (2007—2010), начальник штаба Сухопутных войск Индонезии (2005—2007).